# 桜井弥一郎
桜井 弥一郎（さくらい やいちろう、旧字体：櫻井 彌一郞、1883年12月2日 - 1958年5月17日）は、長野県出身の野球選手。

## 経歴
旧制上田中学から1902年慶應義塾大学へ進学。1年先輩には同じく上田中学校から進学した宮原清がいる。
1903年11月21日に行われた第1回早慶戦では慶應のエースとして先発投手に抜擢された。試合は早稲田の河野安通志と投げ合った結果11-9で慶應が勝利し、早慶戦最初の勝利投手となった。河野とは早慶戦で6試合先発として対決し、通算成績は3勝3敗だった。
大学卒業後は豊国銀行に入行。三田倶楽部の会長に就任し、後世の育成に尽力した。1911年第一回慶應野球部アメリカ遠征チーム監督。東京六大学リーグ理事、日本社会人野球協会顧問などを歴任した。1958年5月17日に74歳で死去。1960年に野球殿堂入り。